# Riddim
Riddim is een concept uit de Jamaicaanse Reggae dat het geheel van de in elkaar vervlochten ritmische motieven van de diverse begeleidende muziekinstrumenten, zoals slagwerk, gitaar, basgitaar en synthesizer aanduidt.
In principe heeft elke originele compositie (bijvoorbeeld Bob Marleys Stir it up) haar eigen riddim, maar varianten op beroemde riddims komen ook voor. Minder veel voorkomende riddim wordt een versie genoemd. Dit is meestal een instrumentale variant die soms op de B kant van een single staat.